# Ленинский (Воронежская область)
Ле́нинский — посёлок в Новохопёрском районе Воронежской области России. Входит в состав Новопокровского сельского поселения.

## Население
| 2010 |
| ---- |
| 245  |

## Инфраструктура
В поселке имеется сельхозартель им. Куйбышева, а также фельдшерско-акушерский пункт от Новохопёрской ЦРБ и основная общеобразовательная школа.
Улицы
- ул. Крымская
- ул. Мира
- ул. Молодёжная
- ул. Центральная